# Gridiron West League 2020-2021
La Gridiron West League 2020-2021 è la 26ª edizione del campionato di football americano di primo livello, organizzato dalla Gridiron West.
A causa della pandemia di COVID-19 del 2019-2021 la stagione regolare è stata interrotta dopo la 12ª giornata, avviando subito i playoff.

## Squadre partecipanti
| Club                         | Città      | Stadio | Sponsor ufficiale | Risultato nella stagione 2019 |
| ---------------------------- | ---------- | ------ | ----------------- | ----------------------------- |
| Curtin Saints                | Bentley    |        |                   |                               |
| Perth Broncos                | Noranda    |        |                   |                               |
| Perth Claremont Thunderbirds | Murdoch    |        |                   |                               |
| Rockingham Vipers            | Rockingham |        |                   |                               |
| Swan City Titans             | Stratton   |        |                   |                               |
| Vincent City Ducks           | Perth      |        |                   |                               |
| West Coast Wolverines        | Craigie    |        |                   |                               |
| Westside Steelers            | Marangaroo |        |                   |                               |

## Stagione regolare

### Calendario

#### 1ª giornata
| Stratton 31 ottobre 2020, ore 15:00 | Vincent City Ducks | 0 – 26 | Perth Claremont Thunderbirds | Farrall Oval |

| Stratton 31 ottobre 2020, ore 18:00 | Swan City Titans | 42 – 0 | Westside Steelers | Farrall Oval |

| Bentley 31 ottobre 2020, ore 19:00 | Curtin Saints | 14 – 24 | Perth Broncos | Curtin University Edinburgh Oval |

| Craigie 31 ottobre 2020, ore 19:00 | West Coast Wolverines | 36 – 0 | Rockingham Vipers | Warrandyte Park |

#### 2ª giornata
| Marangaroo 7 novembre 2020, ore 16:00 | Westside Steelers | 0 – 82 | Perth Broncos | John Moloney Park |

| Stratton 7 novembre 2020, ore 18:00 | Swan City Titans | 20 – 24 | Rockingham Vipers | Farrall Oval |

| Marangaroo 7 novembre 2020, ore 19:00 | West Coast Wolverines | 48 – 0 | Vincent City Ducks | John Moloney Park |

| Bentley 7 novembre 2020, ore 19:00 | Curtin Saints | 52 – 6 | Perth Claremont Thunderbirds | Curtin University Edinburgh Oval |

#### 3ª giornata
| Marangaroo 14 novembre 2020, ore 16:00 | Swan City Titans | 42 – 0 | Vincent City Ducks | John Moloney Park |

| Noranda 14 novembre 2020, ore 19:00 | Perth Broncos | 34 – 0 | Perth Claremont Thunderbirds | Lightning Park |

| Craigie 14 novembre 2020, ore 19:00 | West Coast Wolverines | 28 – 0 | Curtin Saints | Warrandyte Park |

| Marangaroo 14 novembre 2020, ore 19:00 | Westside Steelers | 0 – 56 | Rockingham Vipers | John Moloney Park |

#### 4ª giornata
| Marangaroo 21 novembre 2020, ore 16:00 | Westside Steelers | 20 – 34 | Perth Claremont Thunderbirds | John Moloney Park |

| Marangaroo 21 novembre 2020, ore 19:00 | Perth Broncos | 38 – 6 | Vincent City Ducks | John Moloney Park |

| Craigie 21 novembre 2020, ore 19:00 | West Coast Wolverines | 26 – 21 | Swan City Titans | Warrandyte Park |

| Port Kennedy 21 novembre 2020, ore 19:00 | Rockingham Vipers | 54 – 30 | Curtin Saints | Lark Hill Sports Complex |

#### 5ª giornata
| Marangaroo 28 novembre 2020, ore 16:00 | Rockingham Vipers | 7 – 0 (a tavolino) | Vincent City Ducks | John Moloney Park |

| Manning 28 novembre 2020, ore 16:00 | Perth Claremont Thunderbirds | 0 – 36 | Swan City Titans | James Miller Oval |

| Marangaroo 28 novembre 2020, ore 19:00 | Westside Steelers | 0 – 34 | Curtin Saints | John Moloney Park |

| Noranda 28 novembre 2020, ore 19:00 | Perth Broncos | 14 – 6 | West Coast Wolverines | Lightning Park |

#### 6ª giornata
| Bentley 4 dicembre 2020, ore 20:00 | Curtin Saints | 8 – 47 | Swan City Titans | Curtin University Edinburgh Oval |

| Bentley 5 dicembre 2020, ore 14:00 | Westside Steelers | 0 – 22 | Vincent City Ducks | Curtin University Edinburgh Oval |

| Craigie 5 dicembre 2020, ore 19:00 | West Coast Wolverines | 46 – 0 | Perth Claremont Thunderbirds | Warrandyte Park |

| Noranda 5 dicembre 2020, ore 19:00 | Perth Broncos | 6 – 44 | Rockingham Vipers | Lightning Park |

#### 7ª giornata
| Craigie 12 dicembre 2020, ore 16:00 | Curtin Saints | 52 – 6 | Vincent City Ducks | Warrandyte Park |

| Craigie 12 dicembre 2020, ore 19:00 | Westside Steelers | 0 – 7 (a tavolino) | West Coast Wolverines | Warrandyte Park |

| Port Kennedy 12 dicembre 2020, ore 19:00 | Rockingham Vipers | 44 – 12 | Perth Claremont Thunderbirds | Lark Hill Sports Complex |

| Noranda 12 dicembre 2020, ore 19:00 | Perth Broncos | 0 – 30 | Swan City Titans | Lightning Park |

#### 8ª giornata
| Mount Lawley 19 dicembre 2020, ore 13:00 | Westside Steelers | 0 – 7 (a tavolino) | Swan City Titans | Forrest Park |

| Mount Lawley 19 dicembre 2020, ore 16:00 | Vincent City Ducks | 30 – 28 | Perth Claremont Thunderbirds | Forrest Park |

| Noranda 19 dicembre 2020, ore 19:00 | Perth Broncos | 30 – 14 | Curtin Saints | Lightning Park |

| Port Kennedy 19 dicembre 2020, ore 19:00 | Rockingham Vipers | 7 – 0 (a tavolino) | West Coast Wolverines | Lark Hill Sports Complex |

#### 9ª giornata
| Noranda 9 gennaio 2020, ore 16:00 | Perth Broncos | 7 – 0 (a tavolino) | Westside Steelers | Lightning Park |

| Noranda 9 gennaio 2020, ore 19:00 | West Coast Wolverines | 7 – 0 (a tavolino) | Vincent City Ducks | Lightning Park |

| Port Kennedy 9 gennaio 2021, ore 19:00 | Swan City Titans | 0 – 0 | Rockingham Vipers | Lark Hill Sports Complex |

| Bentley 9 gennaio 2021, ore 19:00 | Curtin Saints | 20 – 20 | Perth Claremont Thunderbirds | Curtin University Edinburgh Oval |

#### 10ª giornata
| Noranda 16 gennaio 2021, ore 19:00 | Perth Broncos | 44 – 6 | Perth Claremont Thunderbirds | Lightning Park |

| Bentley 16 gennaio 2021, ore 19:00 | Curtin Saints | 20 – 20 | West Coast Wolverines | Curtin University Edinburgh Oval |

| Port Kennedy 16 gennaio 2021, ore 19:00 | Rockingham Vipers | 7 – 0 (a tavolino) | Westside Steelers | Lark Hill Sports Complex |

| Noranda 16 gennaio 2020, ore 19:00 | Swan City Titans | 34 – 0 | Vincent City Ducks | Lightning Park |

#### 11ª giornata
| Stratton 23 gennaio 2020, ore 14:00 | Vincent City Ducks | 36 – 6 | Westside Steelers | Farrall Oval |

| Craigie 23 gennaio 2021, ore 19:00 | West Coast Wolverines | 64 – 28 | Perth Claremont Thunderbirds | Warrandyte Park |

| Port Kennedy 23 gennaio 2021, ore 19:00 | Rockingham Vipers | 54 – 6 | Perth Broncos | Lark Hill Sports Complex |

| Stratton 23 gennaio 2021, ore 19:00 | Swan City Titans | 18 – 14 | Curtin Saints | Farrall Oval |

#### 12ª giornata
| 30 gennaio 2021 | Rockingham Vipers | 7 – 0 (a tavolino) | Vincent City Ducks |  |

| Craigie 30 gennaio 2020 | West Coast Wolverines | 0 – 16 | Perth Broncos | Warrandyte Park |

| Stratton 30 gennaio 2021, ore 19:00 | Swan City Titans | 26 – 8 | Perth Claremont Thunderbirds | Farrall Oval |

| Bentley 30 gennaio 2021, ore 19:00 | Curtin Saints | 60 – 0 | Westside Steelers | Curtin University Edinburgh Oval |

### Classifica
La classifica della regular season è la seguente:
- PCT = percentuale di vittorie, G = partite giocate, V = partite vinte,  P = partite perse, PF = punti fatti, PS = punti subiti

| Pos. | Squadra                      | PCT  | G  | V  | N | P  | PF  | PS  |
| ---- | ---------------------------- | ---- | -- | -- | - | -- | --- | --- |
| 1    | Rockingham Vipers            | .875 | 12 | 10 | 1 | 1  | 304 | 110 |
| 2    | Swan City Titans             | .792 | 12 | 9  | 1 | 2  | 323 | 80  |
| 3    | Perth Broncos                | .750 | 12 | 9  | 0 | 3  | 321 | 194 |
| 4    | West Coast Wolverines        | .708 | 12 | 8  | 1 | 3  | 288 | 106 |
| 5    | Curtin Saints                | .417 | 12 | 4  | 2 | 6  | 298 | 233 |
| 6    | Vincent City Ducks           | .250 | 12 | 3  | 0 | 9  | 100 | 295 |
| 7    | Perth Claremont Thunderbirds | .208 | 12 | 2  | 1 | 9  | 168 | 416 |
| 8    | Westside Steelers            | .000 | 12 | 0  | 0 | 12 | 26  | 394 |

## Playoff

### Tabellone
|  | Semifinali | Semifinali            | Semifinali |                  |    | XXVI West Bowl    | XXVI West Bowl | XXVI West Bowl |  |
|  |            |                       |            |                  |    |                   |                |                |  |
|  | 1          | Rockingham Vipers     | 40         |                  |    |                   |                |                |  |
|  | 1          | Rockingham Vipers     | 40         |                  |    |                   |                |                |  |
|  | 4          | West Coast Wolverines | 14         |                  |    |                   |                |                |  |
|  | 4          | West Coast Wolverines | 14         |                  | 1  | Rockingham Vipers | 12             |                |  |
|  |            |                       |            |                  | 1  | Rockingham Vipers | 12             |                |  |
|  |            |                       | 2          | Swan City Titans | 36 |                   |                |                |  |
|  | 2          | Swan City Titans      | 2          | Swan City Titans | 36 | 12                |                |                |  |
|  | 2          | Swan City Titans      |            |                  |    |                   |                |                |  |
|  | 3          | Perth Broncos         | 8          |                  |    |                   |                |                |  |

### Semifinali
| Bentley 20 febbraio 2021, ore 19:00 | Rockingham Vipers | 40 – 14 | West Coast Wolverines | Curtin University Edinburgh Oval |

| Bentley 20 febbraio 2021, ore 19:00 | Swan City Titans | 12 – 8 | Perth Broncos | Curtin University Edinburgh Oval |

### XXVI West Bowl
| Città di Vincent 27 febbraio 2021, ore 19:30 | Rockingham Vipers | 12 – 36 | Swan City Titans | Dorrien Gardens |

## Verdetti
- Swan City Titans Vincitori del West Bowl 2020-2021